# Vallelado
Vallelado er en by og kommune i det centrale Spanien i provinsen Segovia. Den har et indbyggertal på 728 (2024) indbyggere.